# مجموعة زيورخ للتأمين
شركة زيورخ للتأمين المحدودة هي شركة تأمين سويسرية معروفة باسم زيوريخ ومقرها في زيورخ بسويسرا. الشركة هي أكبر شركة تأمين في سويسرا. اعتبارًا من عام 2017، تعد المجموعة رقم 91 من أكبر الشركات العامة في العالم وفقًا لقائمة فوربس جلوبال 2000،  وفي عام 2011 احتلت المرتبة 94 في قائمة أفضل 100 علامة تجارية لـ انتربراند.
زيورخ هي شركة تأمين عالمية تم تنظيمها في ثلاثة قطاعات أعمال أساسية: التأمين العام، الحياة العالمية والمزارعين. توظف زيورخ حوالي 54000 شخص يخدمون العملاء في أكثر من 170 دولة ومنطقة حول العالم. الشركة مدرجة في SIX للصرافة السويسرية. اعتبارًا من عام 2012، بلغت حقوق المساهمين 34.494 مليار دولار.

## تاريخ

### شركة زيورخ للتأمين (1872-1998)
تأسست الشركة في عام 1872 كشركة إعادة تأمين تحت اسم "Versicherungs-Verein" وبناءً على طلب شركة تأمين النقل "Schweiz" (التي تأسست عام 1869 بمبادرة من "Schweizerischen Kreditanstalt")، وهي شركة تابعة لشركة شويز مارين. تم تأسيسها من قبل أشخاص كانوا أيضًا أعضاء في مجلس إدارة شركة تأمين النقل «شويز».
بدأ النشاط التجاري في 1 مايو 1873. في عام 1875، تم إضافة التأمين ضد الحوادث. تم تغيير اسم الشركة إلى Transport- und Unfall-Versicherungs-Actiengesellschaft "Zurich" . في عام 1880 تخلت زيورخ عن الأعمال البحرية بعد خسارة كبيرة.

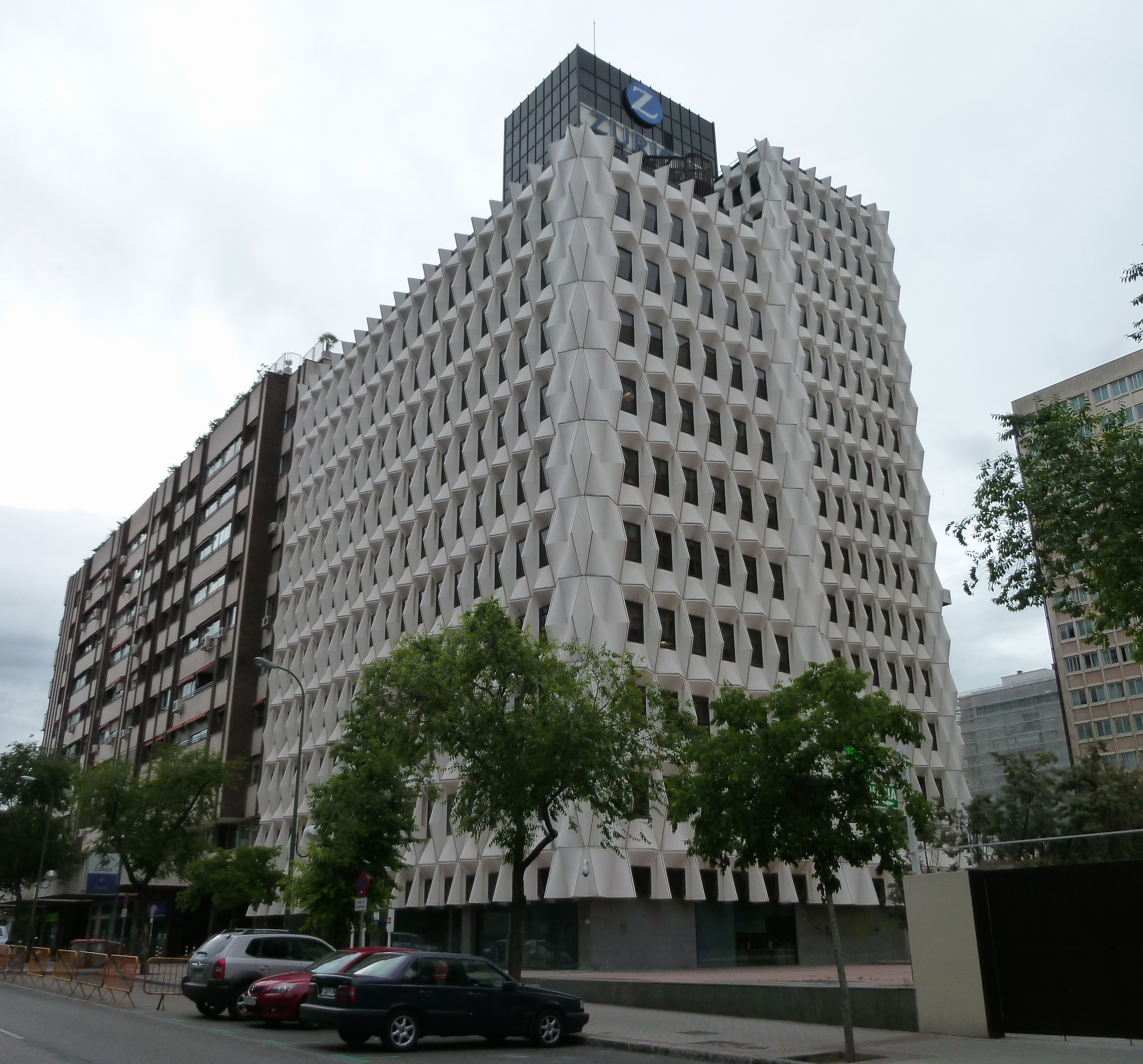
مكاتب زيوريخ في مدريد ، إسبانيا.

## روابط خارجية
- الموقع الرسمي